# Rycina

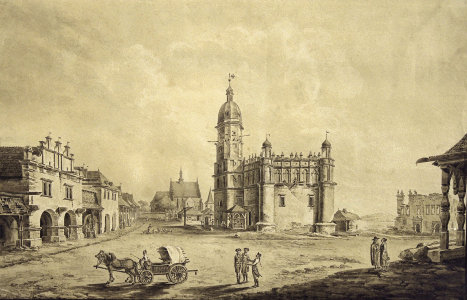
Rycina rynku w Szydłowcu z czasów Radziwiłłów

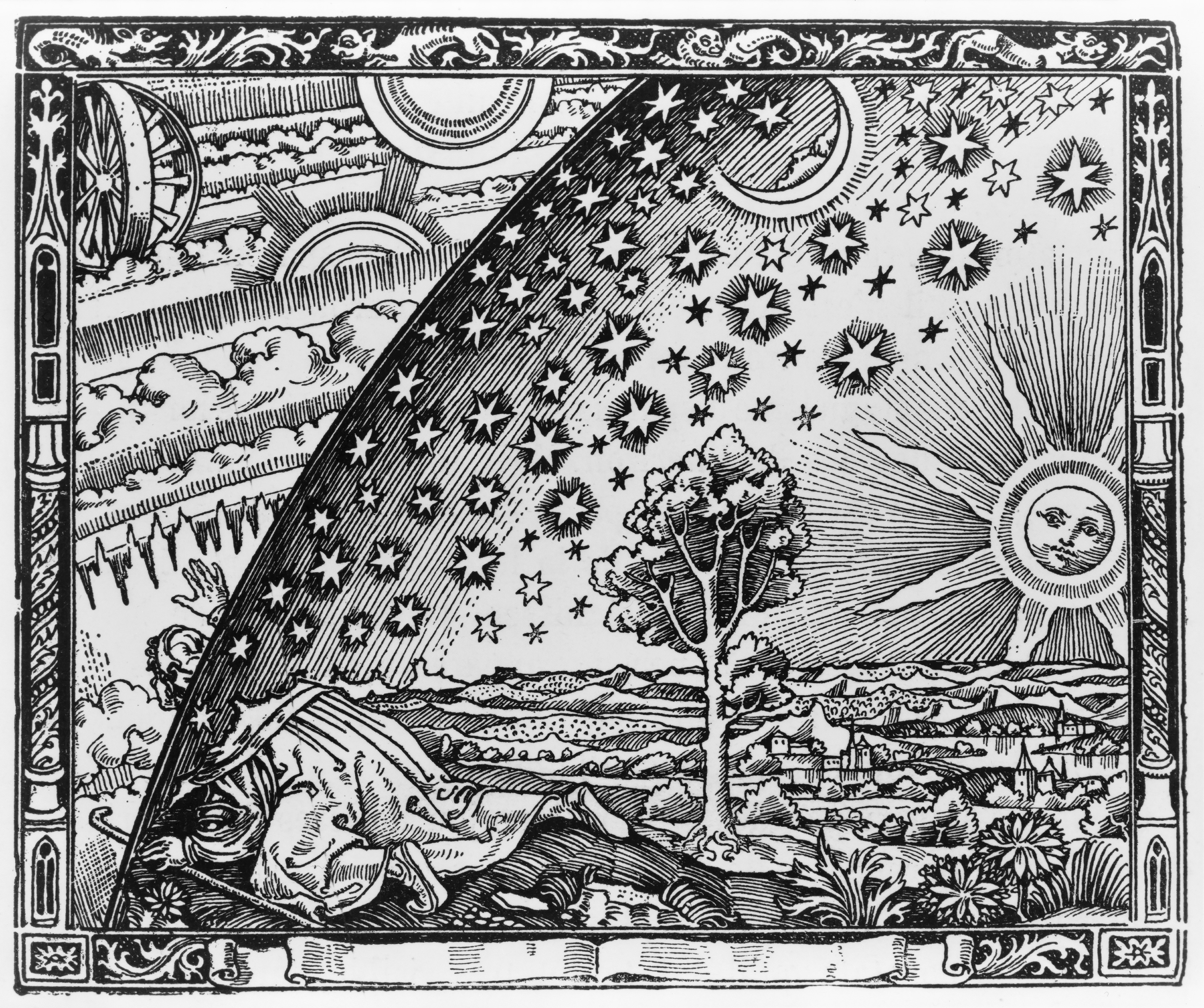
Rycina Flammariona (1888)

Rycina – każda odbitka graficzna (z matrycy), np. drzeworyt, miedzioryt, litografia; określenie może być używane w odniesieniu do wszystkich technik (w tym komputerowych), a samo podłoże nie musi być nawet płaskie.
Potocznie: ilustracja, rysunek.